# 父母恩重难报经
《父母恩重難報經》，有的版本題為《父母恩重經》，收錄在《大正藏》疑似部和《房山石經》，译者不详，是释迦牟尼佛称扬赞叹父母之宏大情操与贡献的经典。目前的流通本题为姚秦三藏法师鸠摩罗什所译。因为其源流不明，有部份佛教学者怀疑它并非由印度传入，而是由中国人所写，因该经强调孝道较接近中国的儒家思想。
大正藏另外收有一本題為安世高譯的《父母恩難報經》（出三藏記集記載為失譯經），內容與《父母恩重难报经》相異，但與《增壹阿含經·善知識品·第十一經》、《增支部·知恩經》相類。根據釋廣興的研究，《父母恩難報經》是從印度翻譯過來的經典，但所講報恩方法，與儒家以「敬」為主的孝道思想衝突，故漢地僧俗仿照《父母恩難報經》造出《父母恩重难报经》。然後，又根據相關的大乘經中講孝道思想的經文，為本經增廣刪修許多內容。
《父母恩重难报经》對於中國孝道倫理的含攝，使此部經典成為「佛教中國化」的最佳事例，在《父母恩重难报经》中，可以看到在印度中原本置於次要的「孝道」倫理，到了中國為了佛教中國化的關係，而成為佛教中最主要的道德，成為道地的中國化佛教。
本經切合儒家的孝道思想，因此，漢地佛教從《父母恩重难报经》發展出講經文、歌讚、寶卷、大鼓書等多樣化的文本，使得本經廣為中國社會傳誦講習。

## 经文简介
经中记载了释迦牟尼佛在舍卫国南行时巧见路边聚骨一堆，并向彼枯骨五体投地恭敬礼拜。佛在经中赞扬了众生双亲之辛苦，并强调了母亲之十种恩德：
1. 怀胎守护恩
2. 临产受苦恩
3. 生子忘忧恩
4. 咽苦吐甘恩
5. 回乾就湿恩
6. 哺乳养育恩
7. 洗涤不净恩
8. 远行忆念恩
9. 深加体恤恩
10. 究竟怜愍恩

在佛教及部分香花派、民间信仰中，《父母恩重難報經》亦用于人们对亲子的教育。讲解地藏经之法师众多，慈济也曾出版了以此经为题材的音乐手语剧，并在全世界各大道场上演出。

## 外部連結
- 對大足寶頂《父母恩重經變》重新研究 （页面存档备份，存于）
- 大足石刻「報父母恩德經變」查考與辨正 （页面存档备份，存于）